# Konrad Bryzek
Konrad Bryzek (ur. 19 lutego 1921, zm. 3 grudnia 1976 w Katowicach) – polski skrzypek, pedagog, i dyrygent. Stworzył i prowadził kilkanaście orkiestr rozrywkowych, zarówno w Polsce, jak i we Francji.

## Życiorys
Jego ojciec Wilhelm był górnikiem, amatorem multiinstrumentalistą, matka grała na gitarze. Starszy brat, Adam, był pianistą, wirtuozem organów, dziekanem Akademii Muzycznej w Katowicach. Bryzek w wieku 16 lat zdobył główną nagrodę na Ogólnopolskim Konkursie Młodych Talentów jako skrzypek.
Skończył Instytut Muzyczny w Katowicach oraz Kurs Wyższy Skrzypiec, następnie Konserwatorium Muzyczne. W 1939 roku otrzymał stypendium na roczny Kurs Wirtuozowski w Londynie z którego nie skorzystał z powodu wybuchu wojny. We Francji wstąpił do Armii Polskiej, gdzie założył Dętą Orkiestrę Wojskową i Orkiestrę Rozrywkową. Występował z Orkiestrą Radiową Jarosława Leszczyńskiego i z Symfoniczną Orkiestrą Towarzystwa Muzycznego.
Ze swoją żoną, Marią Pędzińską, poznał się w Avignon i tam też pobrali w 1946 roku. W tym samym roku wrócił do kraju, został przyjęty do Wielkiej Orkiestry Symfonicznej Polskiego Radia, gdzie pełnił funkcję asystenta Grzegorza Fitelberga oraz koncertmistrza grupy drugich skrzypiec. Do 1957 roku prowadził wyjątkową aktywność koncertową, zarówno solistyczną, jak i dyrygencką. Akompaniował m.in. Marcie Mirskiej, Marii Koterbskiej, Irenie Santor.
Od 1951 roku był Wykładowcą Państwowej Średniej Szkoły Muzycznej im. Mieczysława Karłowicza w Katowicach. Wykładał grę na skrzypcach, prowadził zespoły kameralne i dyrygował szkolną orkiestrą symfoniczną. Dyrygował muzykę do prawie 180 filmów polskich, m.in. Akcja Brutus, Bicz Boży, Bilans kwartalny, Chłopi (serial), Dancing w kwaterze Hitlera, Drzwi w murze, Fatalista, Giuseppe w Warszawie, Gniazdo, Faraon, Hubal, Iluminacja, Lalka, Noce i dnie, Perła w koronie, Rejs, Sami swoi, Sól ziemi czarnej, Zazdrość i medycyna i Ziemia obiecana.
Zmarł w Katowicach, pochowany na cmentarzu parafialnym przy ul. ks. P. Pośpiecha.

## Ordery i odznaczenia
- Order Odrodzenia Polski[4]
- Złoty Krzyż Zasługi (1954)[1]
- Medal 10-lecia Polski Ludowej (1955)[5]

## Dyskografia

### płyty 10", 78 obr./min. (szelakowe)
- Orkiestra Konrada Bryzka, śpiewa Tadeusz Miller: Czy pamiętasz tę noc w Zakopanem (Melodje 113, strona a)
- Orkiestra Konrada Bryzka, śpiewa Tadeusz Miller: Powiedz, czy chcesz mnie pokochać / Kwiat paproci (Melodje 115)
- Orkiestra Konrada Bryzka, śpiewa Tadeusz Miller: Pozdrowienie od gór / Zapomniana piosenka (Melodje 116)
- Orkiestra Konrada Bryzka, śpiewa Tadeusz Miller: Mały, biały domek / Portowe światła (Melodje 118)
- Orkiestra Konrada Bryzka: Hiberia / Plegaria (Melodje 119, reed. Muza 1981)
- Orkiestra Konrada Bryzka, śpiewa Tadeusz Miller: Nie trzeba płakać / Pójdź, pójdź, pójdź (Melodje 120)
- Orkiestra Konrada Bryzka, śpiewa Tadeusz Miller (również jako Adam Rell): Gwiżdżę na wszystko / Skradłaś serce me (Melodje 121)
- Orkiestra Konrada Bryzka, śpiewa Tadeusz Miller (b): Pamelita / Avant de mourir (Melodje 123)
- Orkiestra Konrada Bryzka: Meksykańska serenada / Noce na La Plata (Melodje 124)
- Orkiestra Konrada Bryzka: Jalousie (Melodje 127, strona a)
- Orkiestra Konrada Bryzka, śpiewa Marta Mirska: Całuj mnie mocno / Srebrna serenada (Melodje 173)
- Orkiestra Konrada Bryzka, śpiewa Marta Mirska: Avant de mourir (Melodje 201, strona a)
- Orkiestra Konrada Bryzka: Pamelita (Melodje 225, strona b)
- Orkiestra Salonowa Konrada Bryzka, refren śpiewa Adam Wysocki: Warszawa, ja i ty / Jest taki jeden skarb (Muza 1131), 1948 r.
- Orkiestra Salonowa Konrada Bryzka: Z uśmiechem przez życie cz.1 / Z uśmiechem przez życie cz.2 (Muza 1173)
- Alina Bolechowska i Orkiestra Salonowa Konrada Bryzka: Tak wspomnień żal cz.1 / Tak wspomnień żal cz.2 (Muza 1174)
- Alina Bolechowska i Orkiestra Salonowa Konrada Bryzka: Wyśniony świat / Estrelita (Muza 1175)
- Orkiestra Salonowa Konrada Bryzka, śpiewa Adam Wysocki (a): Twoja piosenka / I znów samotny minął dzień (Muza 1176)
- Orkiestra Konrada Bryzka: Grozik / Moja miła (Muza 1177)
- Orkiestra Konrada Bryzka: Pamelita (Muza 1980, strona b)
- Orkiestra Konrada Bryzka: Meksykańska serenada (Muza 1983, strona a)
- Orkiestra Konrada Bryzka: Noce na La Plata (Muza 1991, strona a)

### LP
- Zespół Pieśni i Tańca „Śląsk” vol. 5 dyrygent: Konrad Bryzek (PN SXL 0855; także na kasecie)
- Zespół Pieśni i Tańca „Śląsk” 25 lat dyrygent: Konrad Bryzek (m.in.) (PN SX 1781)

### składanki, kompilacje
- Melodie srebrnego ekranu Wifon MC 0117 (Wojciech Kilar: „Przygody pana Michała”; wykonanie: WOSPRiTV w Katowicach pod dyrekcją Konrada Bryzka